# Землетрясения в Непале (2015)

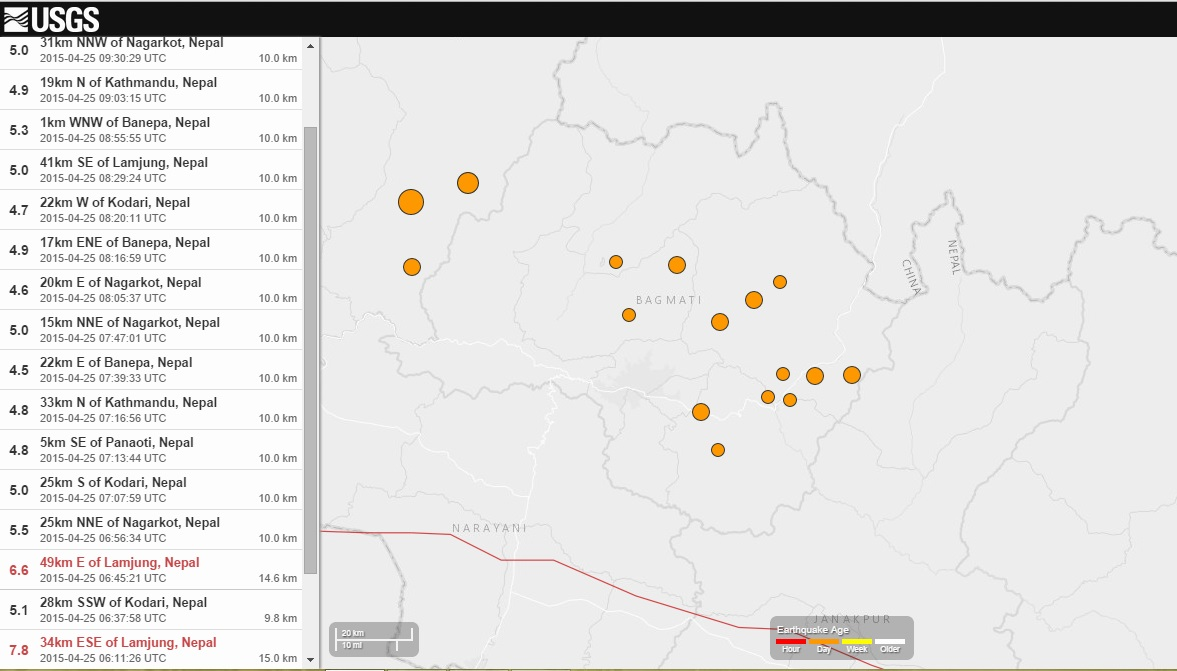
USGS карта и время землетрясения

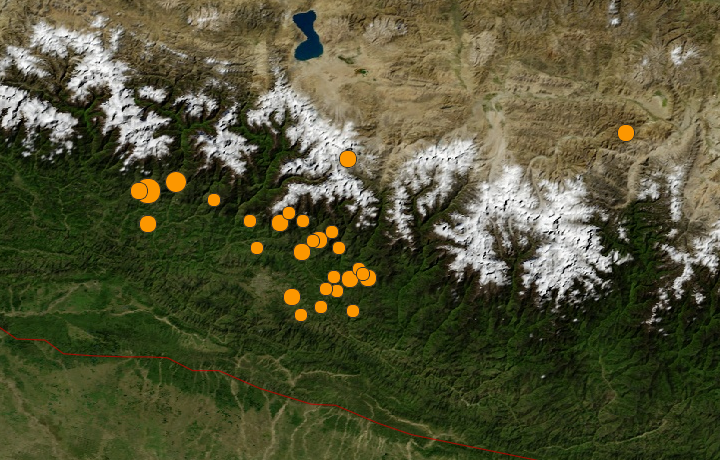
Карта землетрясения и афтершоков

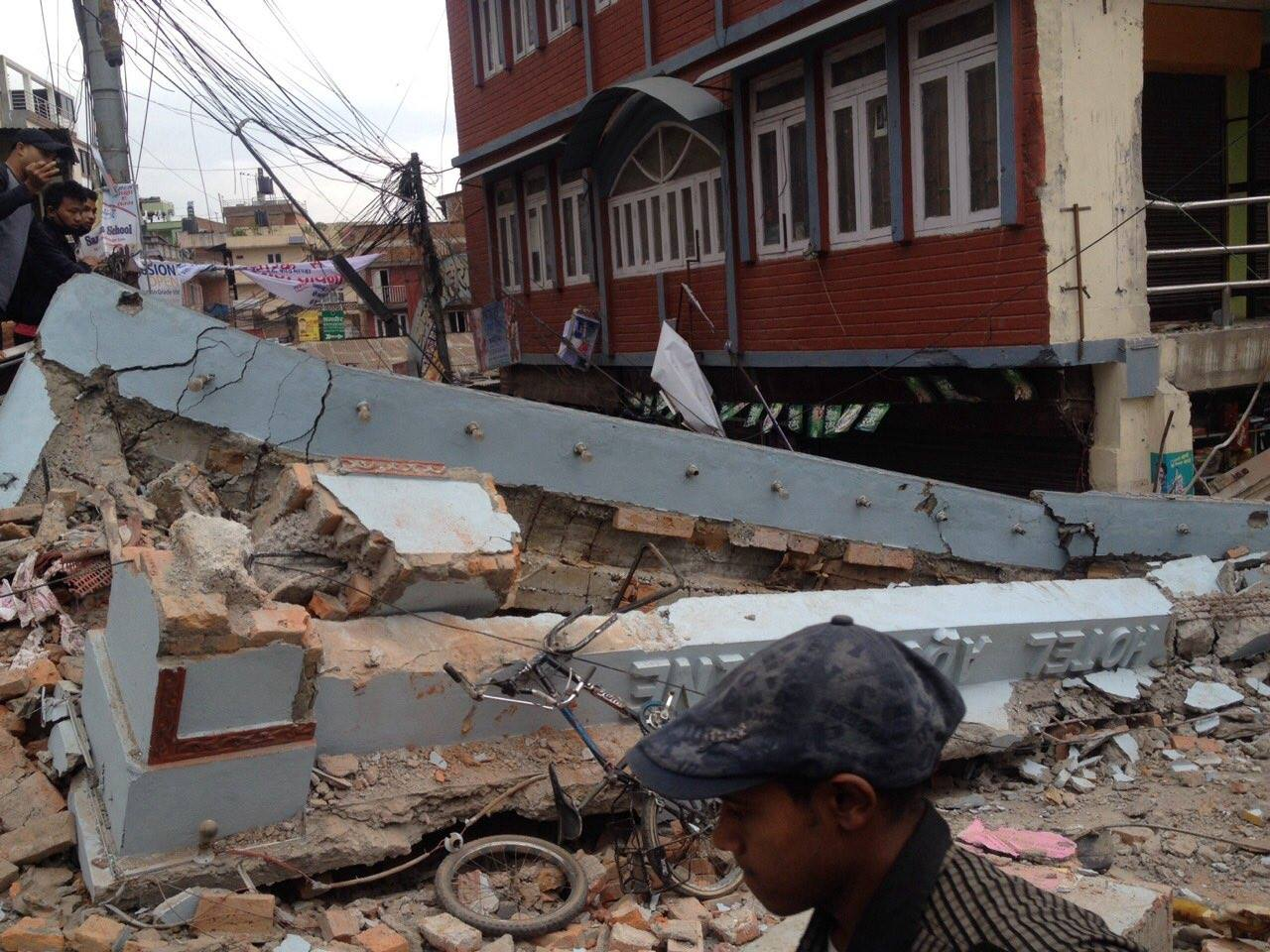
Разрушения после землетрясения в Непале

Землетрясения в Непале 2015 года — серия крупных землетрясений на территории Непала, первое из которых произошло 25 апреля 2015 года и стало самым мощным с 1934 года (магнитуда землетрясения составила 7,8 Mw, 8.1 Ms; IX по Шкале Меркалли); другое — 12 мая 2015 года (магнитуда составила 7,3 Мw), кроме того, после основных толчков произошли ряд афтершоков.
Погибли более 8 тысяч человек, ранены более 14 тысяч, разрушено несколько десятков тысяч домов и повреждено более полумиллиона строений. Сильнейшие толчки произошли 25 апреля днём в 11:56 NST по местному времени (7,8 с глубиной гипоцентра в 15 км), затем через полчаса (6,6 Mw, гипоцентр на глубине 10 км), два сильных афтершока (6,6 Mw и 6,7 Mw) произошли утром 26 апреля. Более слабые афтершоки наблюдались до утра 28 апреля.
Толчки ощущались в столице Непала Катманду и разрушили там множество зданий. Толчки также наблюдались на Джомолунгме, спровоцировав сход снежных лавин, в результате чего погибли не менее 19 альпинистов.
12 мая в Непале произошло ещё одно сильное землетрясение, магнитуда которого оценивается в 7,3Mw. Эпицентр землетрясения находился в 80 км к северо-востоку от Катманду. В результате него в Непале погибли 117 человек (по другим данным — 153), ещё 1 926 пострадали; в Индии погибли 17 человек, ещё один человек погиб на территории Китая.

## Землетрясение 25 апреля
Основное землетрясение началось 25 апреля 2015 года в 11:56 по непальскому времени (в 6:11:26 по всемирному) в 34 километрах к востоко-юго-востоку от Ламджунга (центральная часть Непала) на глубине около 15 километров и длилось около двадцати секунд. Геологическая служба США первоначально определила магнитуду этого землетрясения в 7,5, но вскоре подняла её до 7,8 Mw. По данным «Центра сети землетрясений Китая», магнитуда составила 8,1 Mw. Метеорологический департамент Индии зарегистрировал два мощных толчка — в 6:11 и в 6:45 UTC; магнитуда первого составила 7,8 Mw, а его эпицентр находился в 80 км к северо-западу от Катманду, а ближайшим к этому эпицентру крупным городом оказался Бхаратпур, расположенный в 53 км. По тем же индийским данным, магнитуда второго толчка была меньше: 6,6 Mw, его эпицентр оказался в 65 км восточнее Катманду, а очаг — на глубине около 10 км. Далее последовало более 35 афтершоков с магнитудой 4,5 и выше, в том числе ещё один 6,6 Mw
По утверждению Геологической службы США, причиной землетрясения явилось внезапное высвобождение накопленных напряжений на линии геологического разлома, где Индостанская плита медленно погружается под Евразийскую. Город Катманду, стоящий на блоке земной коры размерами примерно 120 на 60 километров, в результате землетрясения сдвинулся на три метра к югу всего за 30 секунд.

## Разрушения
По предварительным данным от 27 апреля, министерству внутренних дел Непала было известно о полном разрушении 2 тысяч жилых домов, и частичном разрушении и повреждениях более 4 тысяч домов. Район Синдхупалчок к северо-востоку от Катманду практически стерт с лица Земли, там разрушено 90 % зданий.
Общий ущерб оценивается разными источниками в сумму от 2 до 10 миллиардов долларов.
В городе Катманду разрушена 60-метровая башня Дхарахара, входящая в список всемирного наследия ЮНЕСКО, площадь Хануман Дхока, а также некоторые здания на площади Дурбар: храм Нараяна (Trailokya Mohan Narayan Temple), храм Маджу (Maju Dega). Разрушены также памятники в древнем городе Бхактапур. Частично разрушен Сваямбунатх. Сильно пострадали природный парк Сагарматха, национальный парк Читван и поселение Лумбини.
Монастыри линии Кагью:
- Manang Gompa, старый монастырь Шераба Гьялцена[пол.] — полностью разрушен.
- Dhagpo Sheydrub Ling (Nala Gompa), новый монастырь Шераба Гьялцена в окрестностях Бхактапура — частично разрушен.
- Karma Raja Maha Vihara Monastery, монастырь Кармапы и Шамарпы на Сваямбху — частично разрушен.
- Lopon Tsechu Rinpoche’s Monastery, Монастырь Цечу Ринпоче на Сваямбху — частично поврежден.
- Монастырь Цечу Ринпоче и гестхаус у подножия ступы Сваямбху, район Кимдол — частично разрушен.
- Sharminub Monastery, новый монастырь Шамара Ринчпоче в стадии строительства — частично поврежден.

Восстановлением Катманду занимается местный Департамент археологии, ЮНЕСКО занимается оценкой ущерба, нанесенного культурному наследию Непала.

## Жертвы
Жертвами землетрясения в Непале, по данным на 12 мая 2015 года (до повторного землетрясения), стал 8151 человек, об этом местная полиция сообщила на своей странице в сети Facebook, 17 868 ранено. По данным из того же источника число пострадавших от землетрясений на 1 июня 2015 года составило 8699 человек погибшими и 22 489 ранеными. Ранее премьер-министр Непала Сушил Коирала сообщил, что число жертв землетрясения может достичь 10 тысяч человек.
По оценкам ООН, землетрясение затронуло 8 миллионов жителей страны, из них 2 миллиона проживают в 11 наиболее пострадавших областях.
По сообщению МВД Индии, в Индии погибли 72 человека (в том числе: в штате Бихар погибли 50 человек, в штате Уттар-Прадеш — 14 человек, в Западной Бенгалии — 5 человек), 270 пострадали, число жертв может возрасти.
В Тибетском автономном районе Китая, по сообщению Управления гражданской администрации Тибета, по состоянию на 18:00 27 апреля, погибли 25 человек, 117 получили травмы.
В Бангладеш погибли четыре человека, пострадали более 100. По сообщениям СМИ, в соседних с Непалом странах (Индия, Бангладеш, Китай) в общей сложности погибли около 100 человек.
| Погибли                   | Погибли | Пропали без вести | Ист.          |
| ------------------------- | ------- | ----------------- | ------------- |
| Китай                     | 25      | 58                | [ 6 ] [ 37 ]  |
| Бангладеш                 | 4       | 200               | [ 38 ]        |
| США                       | 3       |                   | [ 39 ]        |
| Франция                   | 3       | более 200         | [ 40 ]        |
| Россия                    | 2       |                   | [ 41 ]        |
| Австралия                 | 1       | около 300         | [ 33 ] [ 42 ] |
| Япония                    | 1       | около 300         | [ 33 ] [ 43 ] |
| Эстония                   | 1       |                   | [ 44 ]        |
| Израиль                   | 1       |                   | [ 45 ]        |
| Испания                   |         | 117               | [ 46 ]        |
| Великобритания и Ирландия |         | 90                | [ 47 ]        |
| Чехия                     |         | 54                | [ 33 ]        |
| Украина                   |         | 40                | [ 48 ]        |
| Словакия                  |         | 22                | [ 49 ]        |
| Китайская Республика      |         | 28                | [ 33 ]        |
| Индонезия                 |         | 18                | [ 33 ]        |
| Колумбия                  |         | 7                 | [ 33 ]        |
| Литва                     |         | 5                 | [ 33 ]        |
| Всего                     |         |                   |               |

### Погибшие альпинисты
Землетрясение вызвало сход снежных лавин на Джомолунгме (Эвересте), в результате которых не менее 19 альпинистов погибли (все — в Базовом лагере) и несколько десятков пострадали.

## Реакция
Спасателей и гуманитарные грузы в Непал направили Индия, Китай, США, Израиль, Россия, Австралия, Украина. Координирует действия зарубежных спасателей ООН.
Многие страны, негосударственные организации и частные лица оказали финансовую и материальную помощь Непалу.